# Віна (департамент)
Департамент Віна — департамент регіону Адамауа в Камеруні. Департамент займає площу 17 196 км² і станом на 2001 рік мав 247 427 населення. Адміністративний центр департаменту знаходиться в Нгаундере.

## Підрозділи
Департамент адміністративно поділений на 7 комун і в свою чергу на села.

### Комуни
- Белель
- Мбе
- Нганха
- Нгаундере (міська)
- Нгаундере (сільська)
- Нямбака
- Мартап